# Athetis flavipuncta
Athetis flavipuncta là một loài bướm đêm trong họ Noctuidae.